# Весняне водопілля
Весня́не водопі́лля — фаза водного режиму річки, повінь, яка припадає на весну і здебільшого спричинена надходженням талих снігових вод. 
Характерна насамперед для річок снігового типу живлення (Східна Європа, Скандинавія, Канада). В Україні найхарактерніше для річок Полісся, Дніпра, деяких річок сходу та півдня України. На річках заходу України, Карпат і Криму виражене слабше, а пікові витрати води, як правило, не перевищують витрат під час дощових паводків. 
Пік водопілля в Україні припадає на березень — початок квітня, на річках півночі Сибіру зміщується на травень — червень. На річках, які живляться талими водами гірських льодовиків, водопілля спостерігається влітку.